# Comment le brigadier gagna la croix
Comment le brigadier gagna la croix (How the Brigadier Won His Medal en version originale), est une nouvelle d'Arthur Conan Doyle mettant en scène le Brigadier Gérard. Elle est parue pour la première fois dans la revue britannique Strand Magazine en décembre 1894, avant d'être reprise dans le recueil Les Exploits du Brigadier Gérard (The Exploits of Brigadier Gerard).
La nouvelle a connu plusieurs traductions en français, la première étant celle de Géo Adam pour l'hebdomadaire La Lecture no 21 paru en février 1898, sous le titre Comment le colonel gagna la croix. Le recueil complet des Exploits du Colonel Gérard traduit par Géo Adam est paru aux éditions Félix Juven en 1905. La nouvelle a connu une nouvelle traduction de Bernard Tourville en 1957 pour l'édition intégrale des œuvres d'Arthur Conan Doyle éditée par Robert Laffont, sous le titre Comment le brigadier gagna la croix.

## Résumé

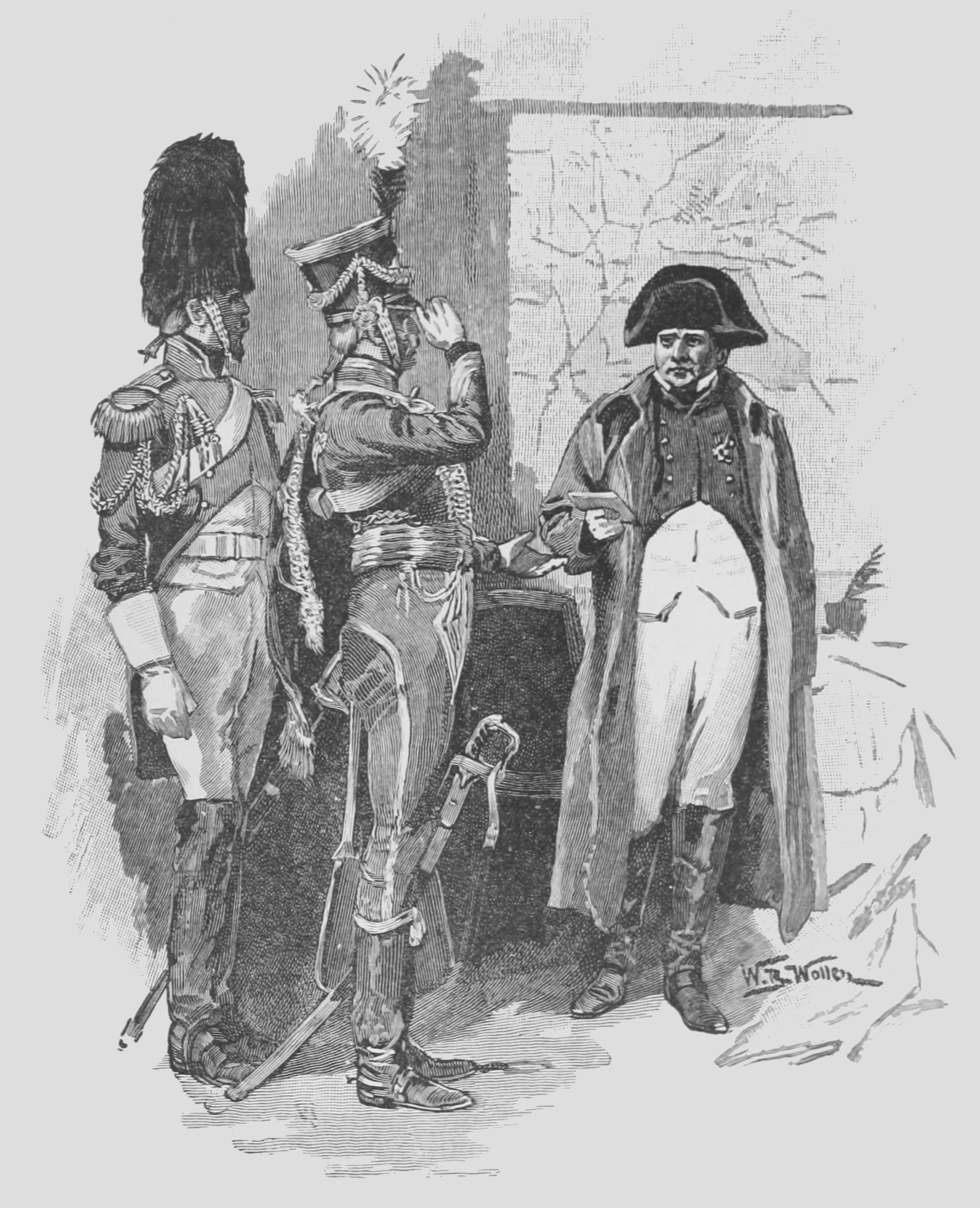
Napoléon Ier donnant à Gérard et Charpentier un message à porter au roi d'Espagne.

En mars 1814, l'Empire français est envahi par son flanc est et l'armée française a établi son quartier général provisoire à Reims. Étienne Gérard y est convoqué auprès de l'Empereur en compagnie de Charpentier, un homme des grenadiers à cheval de la Garde impériale. Au cours d'un bref entretien, Napoléon ordonne aux deux hommes de porter un message à son frère, le roi d'Espagne, qui se trouve à Paris avec ses troupes. Dans ce message, Napoléon prévient son frère qu'il va le rejoindre à Paris dans les prochains jours pour lui assurer un renfort militaire.
L'Empereur impose aux deux hommes de suivre chacun une route prédéterminée, et de ne pas s'en éloigner, y compris dans le cas où un danger se présenterait, en l'échange de quoi les deux hommes se verront remettre la croix d'honneur. Étienne Gérard doit passer par Soissons et Senlis pour rejoindre Paris. En approchant de Soissons, le militaire découvre que la ville a été reprise par les Prussiens le jour-même. Il parvient néanmoins à traverser la ville au galop et à semer à deux reprises ses poursuivants.

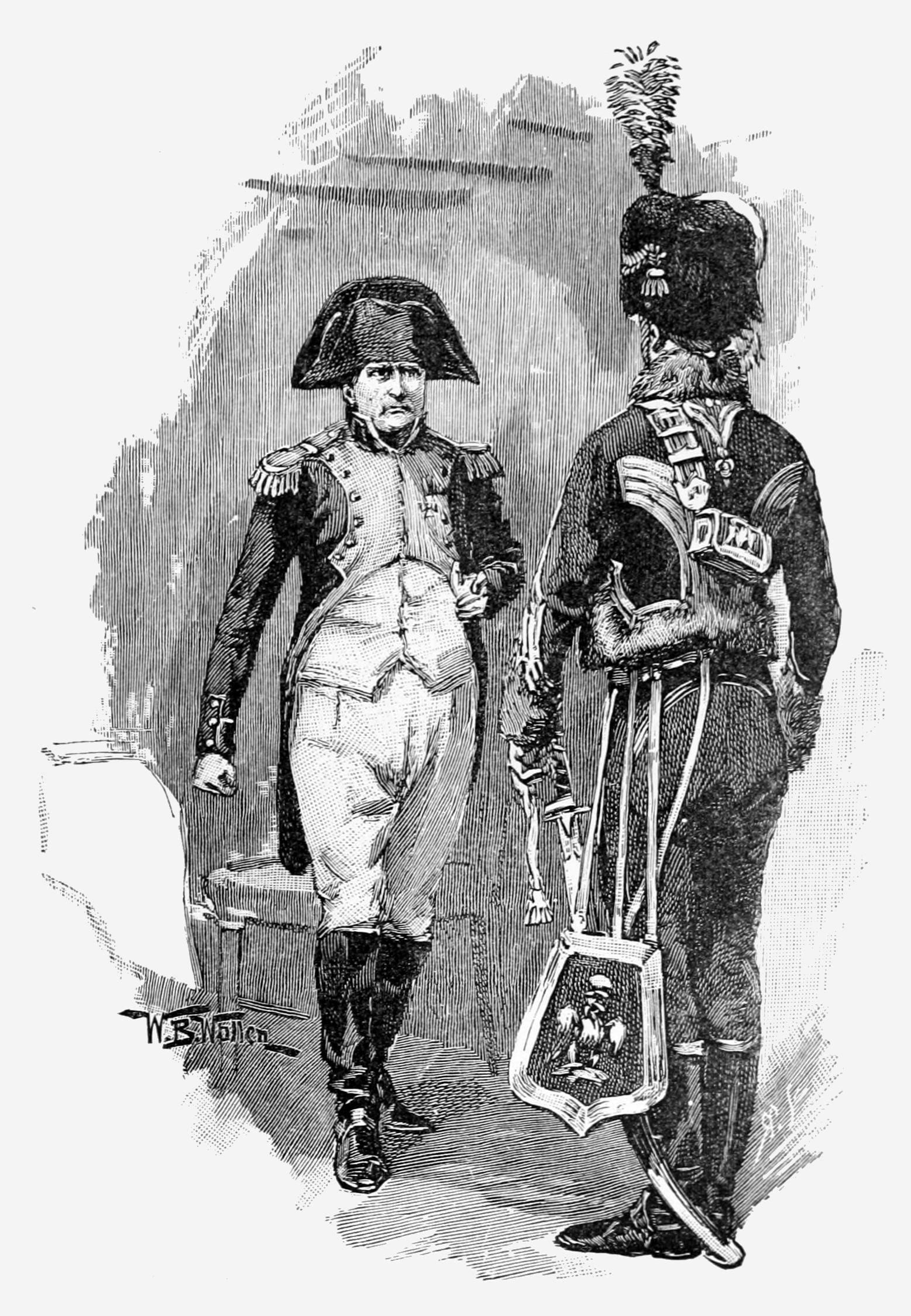
L'Empereur furieux face à Étienne Gérard.

Après Soissons, Gérard rencontre une petite garnison de soldats français et polonais. Ces derniers veulent reprendre la ville de Senlis, également tombée aux mains ennemies. Gérard décide d'accompagner les soldats dans leur assaut. La troupe parvient notamment à reprendre la maison du maire de Senlis en combattant de nombreux cosaques. Pour fêter la victoire, Gérard descend dans le sellier de la maison pour y trouver du vin. Les cosaques reprennent néanmoins le bâtiment en peu de temps et tuent les assaillants français. Gérard préfère ne pas combattre et s'enferme dans le sellier pour se laisser une chance de transmettre le message de l'Empereur jusqu'à Paris.
Dans le sellier, Gérard découvre une cache dans laquelle s'était terré le comte Boutkine, un haut gradé russe ayant voulu se protéger de l'assaut des Français. Le comte ne s'est pas rendu compte que ses hommes ont entre-temps repris le bâtiment, et se constitue prisonnier de Gérard. Par la ruse, ce dernier parvient à échanger ses habits avec ceux du Russe. Gérard peut ainsi sortir du sellier et s'échapper de Senlis, presque sans éveiller de soupçons sur son chemin.
Arrivé à Paris, Gérard remet le message de Napoléon au roi d'Espagne, puis repart à Reims par des routes plus sûres. Revenu auprès de l'Empereur, Gérard lui annonce fièrement que sa mission a été menée à bien. Napoléon se montre alors furieux : le message n'était qu'un leurre qui devait tomber entre les mains ennemies pour les tromper. L'Empereur estimait impossible que Gérard ou Charpentier parviennent à traverser les lignes ennemies. Charpentier, plus malin que Gérard, s'est d'ailleurs laissé capturer sans résistance, ayant compris les véritables intentions de l'Empereur. Ce dernier, impressionné par les exploits de Gérard, décide tout de même de lui décerner la croix d'honneur pour sa bravoure malgré son erreur.